# Nery Santos Gómez
Nery Santos Gómez (Caracas, Venezuela, 1967) é uma escritora venezuelana-americana.

## Biografia
Nery Santos Gómez nasceu em Venezuela, dia 21 de agosto de 1967. Ela se formou em Relações Industriais pela Universidade Católica Andrés Bello (1989) e fez um mestrado em Criação Literária pela Universidade do Sagrado Coração em San Juan, Puerto Rico (2016).
Livros publicados incluem Hilandera de Tramas (2012), Lazareto de Afecciones (2018), e Al borde de la decencia (2018). Outras estórias foram publicadas em diferentes antologias internacionalmente. Nery participou na antologia "Palenque", ganhando o Prêmio de Literatura porto-riquenho Pen Club 2014, com a sua estória: "Hacinamiento".
Ela foi finalista de varios concursos, publicando na Narrativa Award de 2014 "Bovarismos Internacional da Mulher em Miami" com sua estória: "Desde mi balcón". Além disso, ela esta entre os vencedores da Aliança 'O porto-riquenho Writers', 'Entre Libros', e concurso de contos maio 2016 e foi publicada com a sua estória: 'El mundo entero.' Nery fez parte do Conselho de Administração da Writers Guild of Puerto Rico em 2013 e 2014. Participou do Projeto Borinquen escrito na Universidade do Sagrado Coração, onde obteve o grau de "Writing Consultor. Atualmente, ela faz parte do pleno direito na Academia Colombiana de Letras e Filosofia de Bogotá, Colômbia.
O livro da Autora Nery, Lazareto de afecciones foi escolhido pelo jornal porto-riquenho El Nuevo Dia como um dos melhores livros do ano 2018.  Em 2019, o libro Lazareto de afecciones ganhou três prêmios (um em 1º lugar y dois em 2º lugar) no concurso "International Latino Book Awards" de 2019.

## Obras do autor

### Livros
- Hilandera de tramas, 2012
- Lazareto de afecciones, 2018 [11]
- Al borde de la decencia, 2019
- Transcending the Lazaretto (versão em inglês de Lazareto de afecciones ), 2020
- Fronteras desdibujadas, 2021

### Estórias
- Las maletas, 2012 (publicado em Huellas à la mar: Tercera antología internacional de revista Literarte)
- Hacinamiento, 2013 (publicado em Palenque: Antología puertorriqueña )
- Desordenadas palomitas de maíz, 2013 (publicado em Karmasensual8 )
- Desde mi balcón, 2014 (publicado em Soñando en Vrindavan y otras estórias de ellas )
- El mundo entero, 2016 (publicado em Entre libros )
- Osadas orquídeas, 2018 (publicado em Divina: La mujer en veinte voces )
- Depresión, 2018 (publicado em Divina: La mujer en veinte voces )
- Yo, el fisgón de doña Elena, 2018 (publicado em Divina: La mujer en veinte voces )
- De mangas y mujeres divinas, 2018 (publicado em Divina: La mujer en veinte voces )
- Serendipitas, 2020 (publicado em Amores de cine. Pasiones más allá del celuloide )
- Na fila do cinema, 2020 (publicado em Amores de cinema. Pasiones más allá del celuloide )
- Cuarentena literaria. Poemas e relatos que escapam ao encierro, 2020 (coordenador)